# Cotaster cuneipennis
Cotaster cuneipennis é uma espécie de insetos coleópteros polífagos pertencente à família Curculionidae.
A autoridade científica da espécie é Aube, tendo sido descrita no ano de 1850.
Trata-se de uma espécie presente no território português.